# Andreas Fisahn

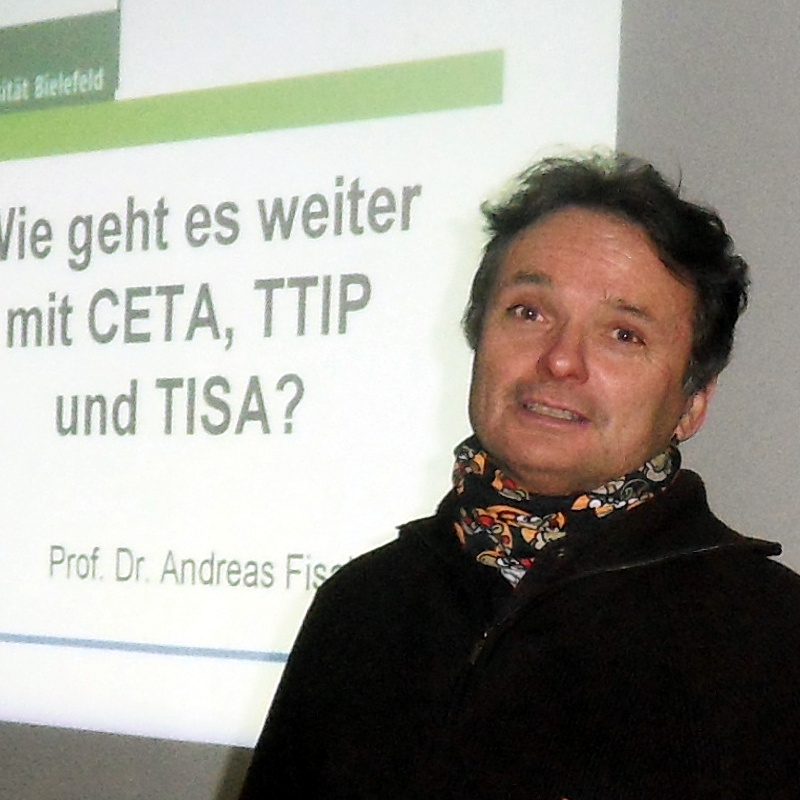
Andreas Fisahn 2017 in Löhne

Andreas Fisahn (* 1960 in Soest)  ist ein deutscher Rechtswissenschaftler. Er ist seit Frühjahr 2004 Professor für Öffentliches Recht, Umwelt- und Technikrecht, Rechtstheorie an der Universität Bielefeld.

## Biografie
Nach der Schule und dem Zivildienst studierte Fisahn ab 1979 Jura sowie Philosophie, Geschichte und Sozialwissenschaften in Würzburg, Köln, Marburg und Göttingen. Er absolvierte 1987 das Erste und 1992 das Zweite juristische Staatsexamen. 1992 wurde er mit einer Arbeit zur Staat- und Rechtstheorie von Franz L. Neumann promoviert. In den Jahren 1995 bis 2001 war er an der Universität Bremen als wissenschaftlicher Assistent von Gerd Winter tätig. 2001 schloss er seine Habilitationsschrift Demokratie und Öffentlichkeitsbeteiligung ab. Seit 2004 ist er Professor an der Bielefelder Universität.
Fisahn ist Mitglied im wissenschaftlichen Beirat von Attac Deutschland. Er veröffentlicht Stellungnahmen in tagespolitischen Medien, z. B. in der Frankfurter Rundschau, der jungen Welt, dem Freitag oder der taz.
Fisahns Arbeitsschwerpunkte sind die kritische Staats- und Rechtstheorie, Demokratietheorie sowie Europa- und Umweltrecht. Das 2008 erschienene Buch Herrschaft im Wandel. Überlegungen zu einer kritischen Theorie des Staates ist sein wissenschaftliches Hauptwerk.
Er vertrat mehrere Verfassungsklagen, darunter laut Süddeutsche Zeitung eine gegen den EU-Vertrag von Lissabon und eine gegen den Europäischen Stabilitätsmechanismus (ESM). 2016 vertrat er die Verfassungsbeschwerde von Marianne Grimmenstein mit 68.000 Nebenklägern gegen das Freihandelsabkommen Ceta.
Im Februar 2021 begründete er zusammen mit Wolfram Cremer die Verfassungsbeschwerde von Attac Deutschland gegen den Entzug der Gemeinnützigkeit.

## Schriften (Auswahl)

### Monografien
- Herrschaft im Wandel. Überlegungen zu einer kritischen Theorie des Staates. Papyrossa Verlag, Köln 2008, ISBN 978-3-89438-391-6.
- Die Demokratie entfesseln, nicht die Märkte. Argumente für eine postkapitalistische Wirtschaft und Gesellschaft. Papyrossa Verlag, Köln 2010, ISBN 978-3-89438-432-6.
- Die Saat des Kadmos. Staat, Demokratie und Kapitalismus. Verlag Westfälisches Dampfboot, Münster 2016, ISBN 978-3-89691-853-6.
- Hinter verschlossenen Türen. Halbierte Demokratie. Autoritären Staat verhindern, Beteiligung erweitern. VSA, Hamburg 2017, ISBN 978-3-89965-756-2.
- Staat, Recht und Demokratie. Zum politischen Denken von Marx und Engels. Papyrossa Verlag, Köln 2018, ISBN 978-3-89438-664-1.
- mit Hermann Mahler, Peter Wahl und Thomas Eberhardt-Köster: EU in der Krise: Hintergründe, Ursachen, Alternativen. VSA, Hamburg 2018, ISBN 978-3-89965-843-9.
- Hrsg. gemeinsam mit Ridvan Cifti: Nach-Gelesen. Ein- und weiterführendes Texte zur materialistischen Theorie von Staats, Demokratie und Recht. VSA, Hamburg 2019, ISBN 978-3-96488-004-8.
- Repressive Toleranz und marktkonforme Demokratie. Zur Entwicklung von Rechtsstaat und Demokratie in der Bundesrepublik. Papyrossa, Köln 2021, ISBN 978-3-89438-771-6.
- mit Alois Stiegeleru und Manfred Braatz: Oben, Unten, rechts und links. Eine etwas andere Einführung in die politische Farbenlehre. VSA Verlag, Hamburg 2023, ISBN 978-3-96488-183-0 (Frei als PDF verfügbar).
- Andreas Fisahn (Hrsg.): Demokratie in Gefahr? : 75 Jahre Grundgesetz. VSA, Hamburg 2024, ISBN 978-3-96488-219-6.

### Aufsätze
- Asylrecht und neue Weltordnung. 1992 (jura.uni-bielefeld.de [PDF; 25 kB]).
- Sicherheit und Eigennutz – Überlegungen zu den neueren Entwicklungen von Repression und Überwachung. 2008 (jura.uni-bielefeld.de [PDF; 43 kB])
- Eckpunkte fortschrittlicher Rechtspolitik in Zeiten erodierender demokratischer Standards. Vortrag, 2012 (vdj.de).
- mit Ridvan Ciftci: CETA und TTIP: Einige kritische Anmerkungen. In: Spw – Zeitschrift für sozialistische Politik und Wirtschaft. 3/2015 (spw.de [PDF; 171 kB]).
- Wesentliche Fragen einer Verfassungsbeschwerde gegen CETA. (PDF; 75 kB) In: googleusercontent.com. 14. März 2016, archiviert vom Original (nicht mehr online verfügbar) am 25. September 2016.